# Aeródromo de Itápolis
| · | Tarefas a serem realizadas: - Corrigir: A seção Mapa da infocaixa contém erro. |

O Aeroporto Municipal de Itápolis / Doutor Luiz Dante Santoro está localizado no município de Itápolis, no interior do estado de São Paulo.
No local funciona a EJ Escola de Aeronáutica Civil e o Aeroclube de Itápolis.

## Características
- Designador: 01 / 19
- Tipo de Piso: ASPH
- Resistência: 12/F/C/X/U
- Coordenadas: 21 35 59S/48 49 58 W
- Categoria/Utilização: PRIVADO/PÚBLICO
- Fuso Horário: UTC-3
- Tipo de Operação: VFR DIURNA/NOTURNA
- Distância e Direção: 2W
- Elevação: 530M (1739FT)
- Declinação Magnética: W

### Sistemas de Luzes
- THR 01: L12 - Luzes de cabeceira
- RWY 01/19: L12 - Luzes ao longo das laterais da pista
- L14 - Luzes de pista de táxi indicando sua trajetória
- THR 19: L12 - Luzes de cabeceira

## Pista
- Dimensões (m) : 1300 x 25
- Designação da cabeceira: 01 / 19
- Tipo de Piso: asfalto

## Auxílios operacionais
- Sinais de Eixo de Pista - Biruta - Luzes de Pista
- Sinais de Cabeceira de Pista - Sinais Indicadores de Pista
- Sinais de Guia de Táxi - Luzes de Táxi - Luzes de Cabeceira
- Luzes de Obstáculos - Iluminação de Pátio
- Farol Rotativo
- Apoio de Rádio escuta na Freqüência Livre  MHz

## Abastecimento
- Combustível: AVGAS[4]

## Serviços
- Hangares: 10
- Restaurante: Tem
- Local de eventos: Tem
- Alojamento: Tem
- Estacionamento: Tem
- Telefone Público
- Ponto de táxi
- Área para Público
- Ônibus Urbano

### Luzes do Aeródromo
- L21 – Farol rotativo de aeródromo
- L26 – Indicador de direção de vento iluminado
- OBS: ACFT e planadores em vôo de instrução próximo ao AD

## Outros
- Aeroclube de Itápolis[5]
- EJ Escola de Aeronáutica Civil

### Companhias Aéreas
- Não tem